# مریم حسونی
مریم حسونی (هلندی: Maryam Hassouni؛ زادهٔ ۲۱ سپتامبر ۱۹۸۵) هنرپیشه، و بازیگر سینما اهل هلند است.